# Espai Mallorca
Centre Cultural
L'Espai Mallorca és un centre situat a Barcelona que té com a objectius principals la promoció i difusió de la cultura de les Illes Balears al Principat de Catalunya. Es va crear al setembre de 1998 arran d'una iniciativa conjunta de la Conselleria de Cultura del Consell de Mallorca, dirigida aleshores pel poeta Damià Pons, i el Gremi d'Editors de Balears.
Legislatura de José Ramón Bauzà Díaz
A partir del gener de 2012, a conseqüència del canvi de govern a les Illes que portà al poder el PP, liderat per José Ramón Bauzà Díaz, amb una política hostil al català, i alhora els problemes financers que suposà la crisi econòmica, l'Espai es veié confrontat amb diverses problemes que s'agreujaren gradualment i ràpidament. S'organitzà l'11 de febrer del mateix any una exposició de retrats dita Espai blanc amb la col·laboració del fotògraf Gabriele Sisti, a la qual participaren 50 artistes per a defensar l'Espai Mallorca que comptà amb un nombre important d'assistents.
A desgrat de tot això i d'un seguit d'actuacions artístiques, mediàtiques i judicials ulteriors, el tancament del centre es feu cada vegada més imminent. Es creà aleshores una plataforma anomenada "Crits i renou per l'Espai Mallorca" per mirar de salvar aquesta entitat.
El 5 de novembre de 2012 s'hi organitzà un comiat reivindicatiu en el qual participaren nombroses personalitats del món de la cultura com ara Maria del Mar Bonet, Roger Mas, Enric Casasses i Sebastià Alzamora entre d'altres amb l'esperança que el centre pogués continuar funcionant mitjançant autogestió.
Etapa actual
El 2013 es va obrir un nou espai Mallorca a la plaça Vicenç Martorell al barri del Raval, al districte de Ciutat Vella de Barcelona. En l'actualitat el projecte es basa en la programació i coordinació d’activitats culturals amb la participació d’una comissió de voluntaris. Un dels seus objectius principals és donar visibilitat a artistes emergents de les Illes Balears, oferint-los una plataforma per presentar els seus projectes fora de Mallorca.